# Ňárad
Ňárad este o comună slovacă, aflată în districtul Dunajská Streda din regiunea Trnava. Localitatea se află la altitudinea de 113 m deasupra n.m., se întinde pe o suprafață de 10,45 km2 și în 2017 număra 632 de locuitori.

## Istoric
Localitatea Ňárad este atestată documentar din 1468.

## Demografie
| An:                | 1994 | 2004   | 2014   | 2024   |
| ------------------ | ---- | ------ | ------ | ------ |
| Număr de persoane: | 584  | 628    | 631    | 645    |
| Diferență:         |      | +7,53% | +0,47% | +2,21% |

| An:                | 2023 | 2024   |
| ------------------ | ---- | ------ |
| Număr de persoane: | 643  | 645    |
| Diferență:         |      | +0,31% |